# Jules Roussel
Pour les articles homonymes, voir Roussel.
Jules Roussel est un homme politique français né le 9 mai 1805 à Paris et décédé le 10 avril 1877 à Lunery (Cher).

## Biographie
Il est acquéreur en 1838 de la Forge d'Orthe. Maître de forges à Saint-Martin-de-Connée, il est maire en 1846. Elu aux Élections législatives de 1848, il est député de la Mayenne de 1848 à 1849. Il fait partie du Comité du travail où il vota ordinairement avec la droite.
Après l'Élection présidentielle française de 1848, il soutient le gouvernement de Louis-Napoléon Bonaparte. Il n'est pas réélu aux Élections législatives de 1849, et reprend la direction de ses forges. Il est conseiller général sous le Second Empire.
À cause du traité de commerce de 1860, il est obligé de fermer ses forges dans la Mayenne. Il s'installe alors dans le Cher, reprenant en 1869 la grande usine de Rosièressur la commune de Lunery en la faisant considérablement évoluer. Il crée la marque Rosières. À côté de l'usine, Jules Roussel crée une cité ouvrière, une ferme, deux écoles publiques gratuites (garçons et filles), un asile, une école maternelle, une chapelle. Après sa mort, les œuvres patronales seront poursuivies : une société de secours mutuels (1878) prend en charge les frais de santé des ouvriers, une caisse de retraites (1894).
Il obtint plusieurs médailles aux expositions de Laval et d'Angers pour ses fers martelés et ses fontes moulées. Il était décoré de la Légion d'honneur.